# Karl Wilhelm von Kupffer

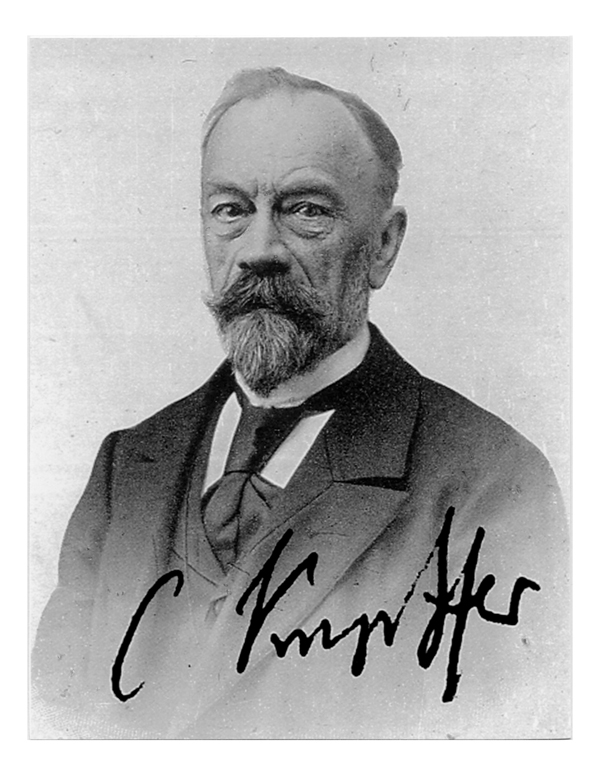

Karl Wilhelm von Kupffer (14 de novembro de 1829 - Munique, 16 de dezembro de 1902) foi um anatomista alemão que descobriu um tipo celular que ganhou o seu nome, a célula de Kupffer.